# Tomokazu Hirama
Tomokazu Hirama (平間 智和?, Hirama Tomokazu; Prefettura di Miyagi, 30 giugno 1977) è un ex calciatore giapponese, di ruolo centrocampista.